# Agana Heights
Agana Heights è un villaggio del territorio non incorporato statunitense dell'isola di Guam. 
Al censimento del 2000 aveva una popolazione di 3.940 abitanti.